# STS-81
是历史上第80次航天飞机任务，也是亞特蘭提斯號太空梭的第18次太空飞行。

## 任务成员
- 迈克尔·贝克（Michael A. Baker，曾执行、以及任务），指令长
- 布伦特·杰特（Brent W. Jett，曾执行、以及任务），飞行员
- 约翰·格伦斯菲尔德（John M. Grunsfeld，曾执行、以及任务），飞行工程师
- 玛莎·埃文斯（Marsha Ivins，曾执行、以及任务），任务专家
- 彼得·维索夫（Peter J. Wisoff，曾执行、以及任务），任务专家

### 发射后停留在和平号空间站
- 杰瑞·林恩格（Jerry M. Linenger，曾执行以及任务），任务专家

### 从和平号空间站返回
- 约翰·布拉哈（John E. Blaha，曾执行、以及任务），任务专家